# Causse Méjean

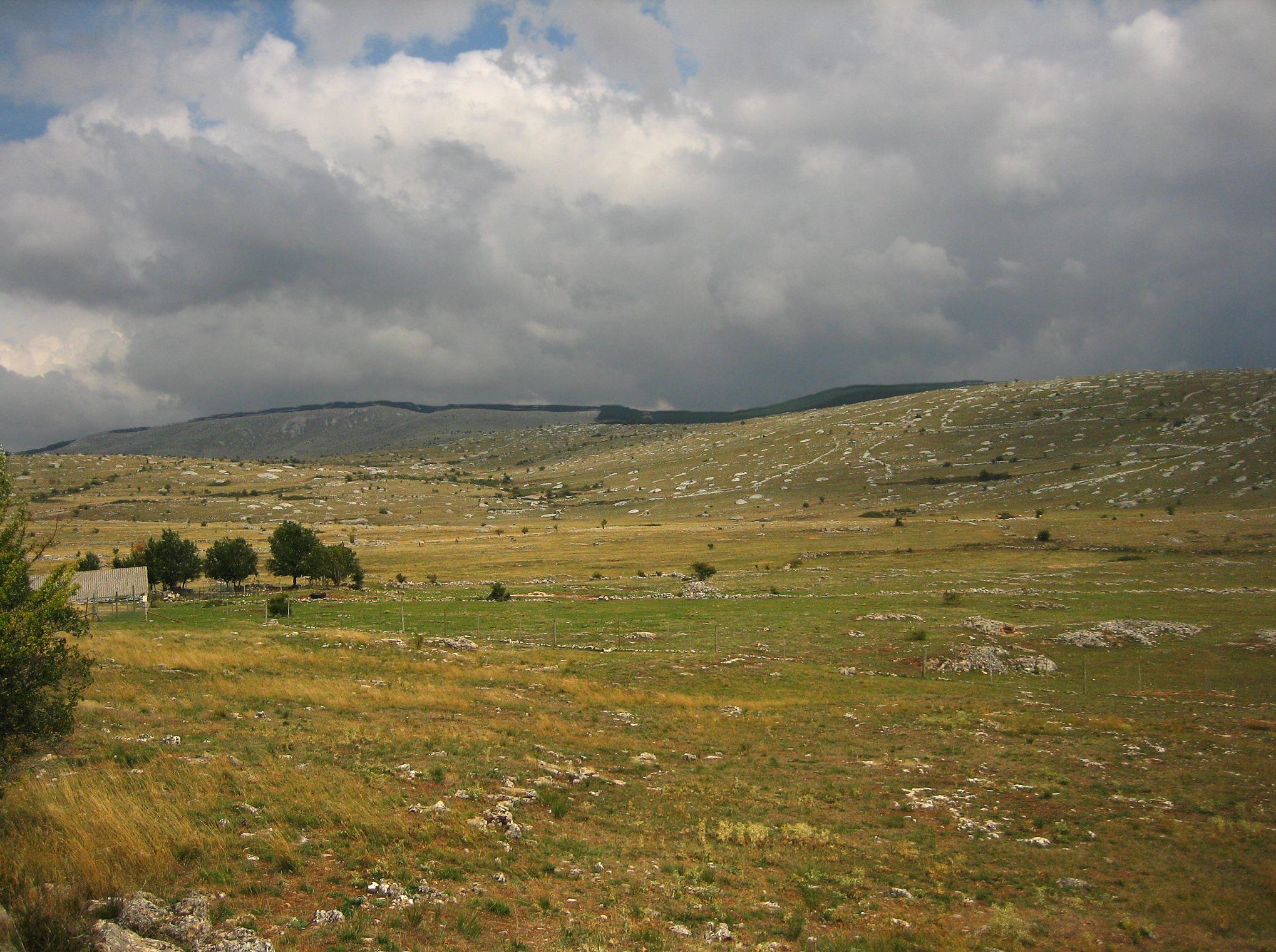
Causse Méjean

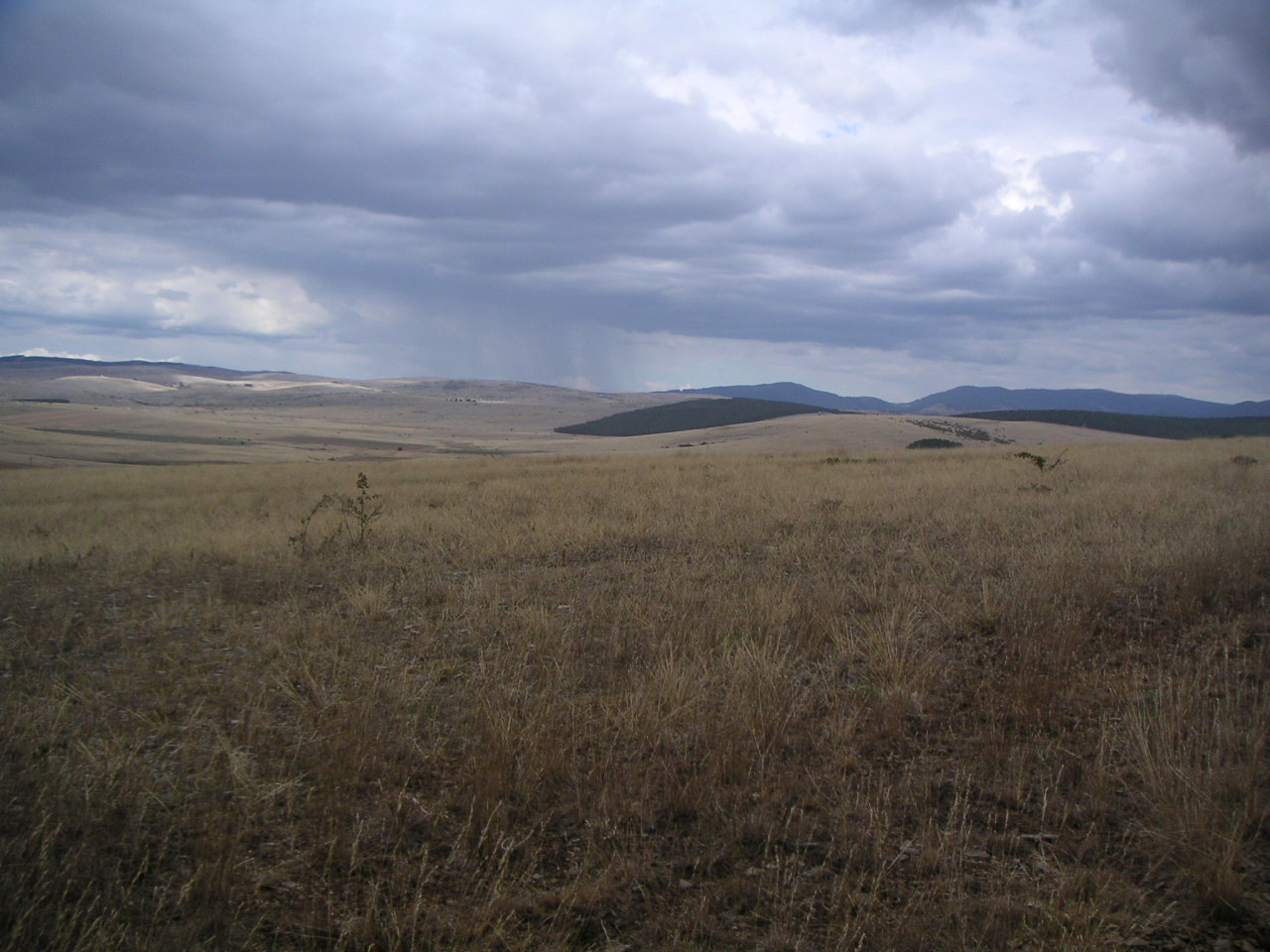
De Causse Méjean tijdens een onweersbui

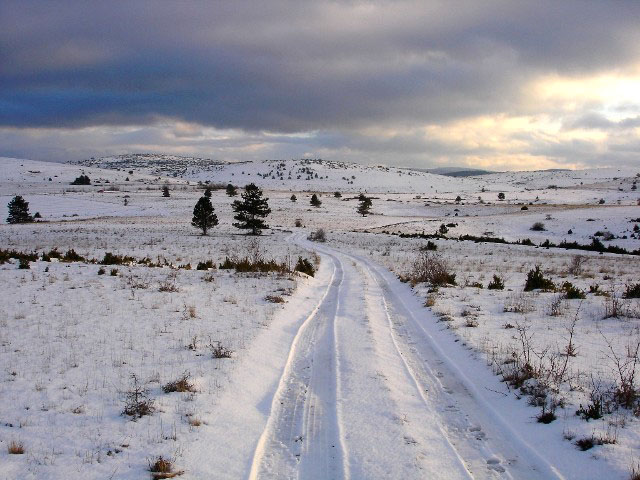
Causse Méjean in de winter

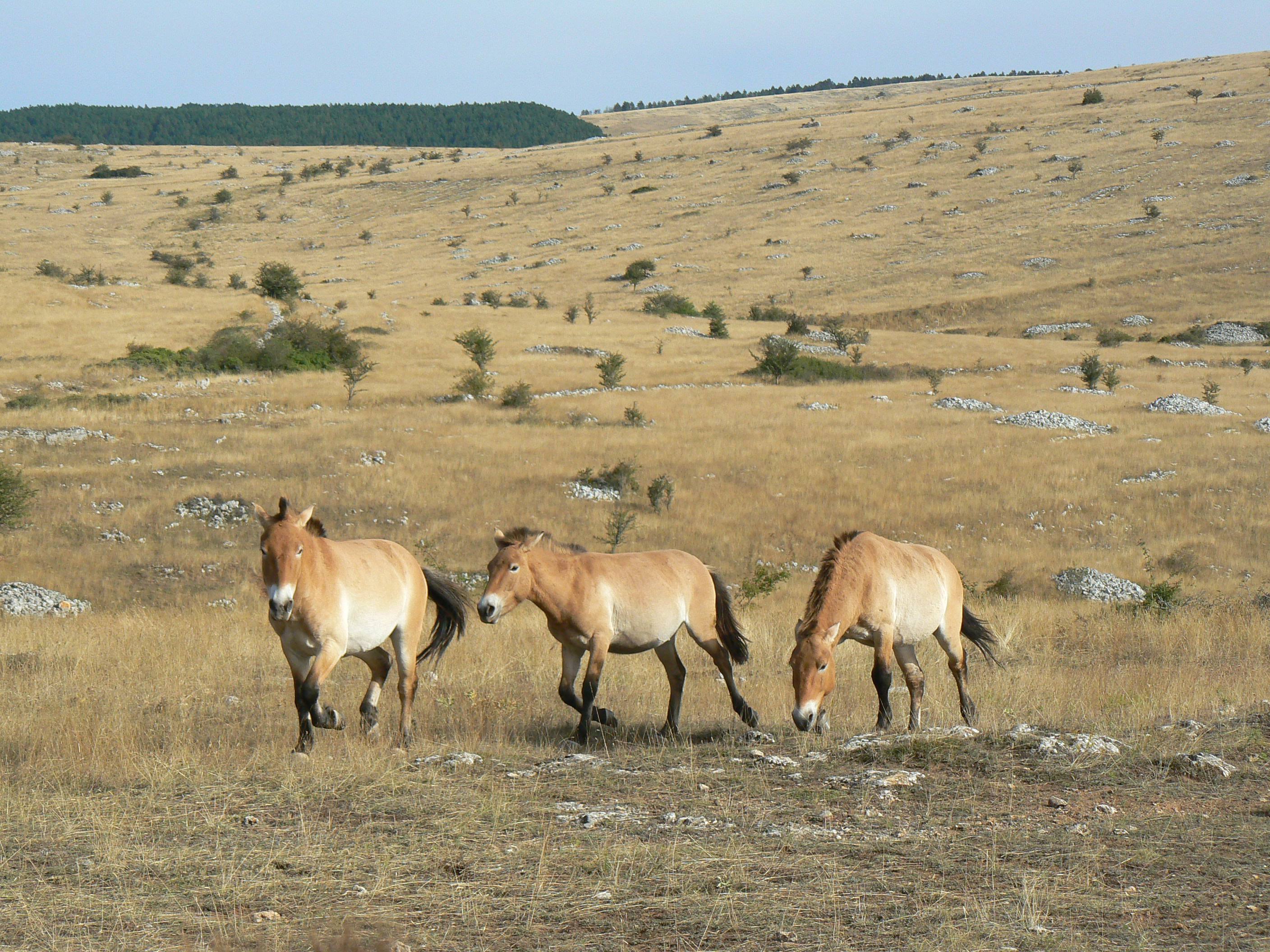
Przewalski-paarden op de Causse Méjean

Causse Méjean is een van de causses van de Grands Causses in departement Lozère in de Cévennes in Zuid-Frankrijk. Dit is een natuurgebied alwaar men onder andere kan wandelen.
Het is een kalksteenplateau van circa 34 000 ha. gelegen op een hoogte van 800 tot 1247 m.

## Bezienswaardigheden
- Corniche du Causse Méjean
- Arc de St-Pierre
- Aven Armand
- Belvedére de Vautours

## Wandeltochten
- Rocher de Capluc
- Col de Franchouteille
- Belvédère du Vertige
- Rocher de Cinglegros